# Пале (Гвинея)
Вижте пояснителната страница за други значения на Пале.
Пале (на френски: Palé) е град и община в южна Гвинея, регион Нзерекоре, префектура Нзерекоре. Населението на общината през 2014 година е 10 204 души.